# Андер Капа
Андер Капа Родрігес (ісп. Ander Capa Rodríguez; нар. 8 лютого 1992, Портуґалете, Іспанія) — аргентинський футболіст, захисник футбольної команди «Атлетік Більбао».

## Життєпис
Народився 8 лютого 1992 року в місті Портуґалете, Іспанія. З 2002 по 2005 роки грав у юнацькій команді «Атлетік Більбао», з 2005-го по 2011-й перебував у розташуванні юнацької школи «Ейбару». У сезоні 2011/12 провів свої перші ігри за резервну команду «Ейбар Б».
У липні 2012 року Андер долучився до основної команди.

## Титули і досягнення
- Володар Суперкубка Іспанії (1):

«Атлетік»: 2020